# マイルズ・バーニェト
- バーニェト[1]
- バーニェット[2]
- バーニエット[3]
- バーニアット[4]
- バーニュエト[5]
- バーニート[6]
- バーンイェイト[7]

マイルズ・フレドリック・バーニェト CBE FBA (Myles Fredric Burnyeat, 1939年1月1日 - 2019年9月20日) は、イギリスの古代ギリシア哲学研究者。数十年間にわたり世界のプラトン研究を牽引した。アリストテレスを拠り所に心の哲学など現代哲学も論じた。

## 経歴
1939年、海運業者の父のもとロンドンに生まれる。第二次世界大戦のためハートフォードシャーに疎開して幼少期を過ごす。ブライアンストン・スクール卒業後、1957年から1959年までイギリス海軍で兵役に就き、ロシア語通訳の訓練を受ける。
1959年から1963年、ケンブリッジ大学キングス・カレッジで古典学と哲学を専攻した後、1963年から1964年、ユニヴァーシティ・カレッジ・ロンドン (UCL) 大学院でバーナード・ウィリアムズに師事する。
1964年からUCLに務めた後、1978年、ケンブリッジ大学講師となりロビンソン・カレッジフェローを兼任する。1984年、G・E・L・オーエンの後任としてケンブリッジのローレンス記念古代哲学教授となる。1996年、ケンブリッジを離れオックスフォード大学オール・ソウルズ・カレッジのシニアリサーチフェローとなり、2006年に退職する。以上の他、ハーバード大学、カリフォルニア大学バークレー校、カリフォルニア大学ロサンゼルス校、コーネル大学、シカゴ大学、レニングラード大学、パリ大学、エコール・ノルマル・シュペリウール、エトヴェシュ・ロラーンド大学、ベルリン大学などでも講義した。
ロシア語通訳の訓練を受けた頃からロシア文化を愛好しており、ソ連崩壊前後に数回訪問している。
1980年に日本を訪れており、日本人の知り合いも多くいた。2010年に慶應義塾大学で国際プラトン学会大会が開催された際も来日している。
生涯を通じて複数の女性と結婚している。1972年にユング心理学者の Jane Elizabeth Buckley と結婚し二児をもうけたが1982年に離婚、1984年に文学者のルース・パデルと結婚し一児をもうけたが2000年に離婚、2002年に同業者の Heda Segvic と結婚したが2003年に先立たれた。晩年は音楽学者のマーガレット・ベントと交際した。
晩年は認知障害の兆候があったが、ベントらのケアもあって穏やかに過ごした。2019年、逝去。
バーニェトの教えを受けた人物に、アンジー・ホッブス、神崎繁、納富信留らがいる。UCL時代の同僚に石黒ひでがいる。

## 栄誉
- 1984年イギリス学士院会員[12]。
- 1987年マインド・アソシエーション（英語版）会長[12]。
- 1988年 Institut International de Philosophie（ドイツ語版） 会員[12]。
- 1992年アメリカ芸術科学アカデミー外国人会員[12]。
- 1996年ハウィソン講義。
- 2000年イギリス学士院マスターマインド講義[18]。
- 2005年アリストテレス協会会長[12]。
- 2006年オール・ソウルズ・カレッジ名誉教授。
- 2007年大英帝国勲章コマンダー[12]。
- 2012年セント・アンドルーズ大学名誉学位 (Doctor of Letters)[12]。
- 2016年、ブライアン・ライター主催の「戦後英語圏の最も偉大な古代ギリシア・ローマ哲学研究者」の投票で、グレゴリー・ヴラストスを抑えて一位に選ばれた[12][19]。

## 学問
- アリストテレスを心の哲学における機能主義の先駆者とするリチャード・ソラブジ（英語版）の1970年代の研究を、1980年代以降に批判し、ソラブジだけでなくヌスバウムらも巻き込む大論争を起こした[11][20][21]。それと関連して、近世の観念論やブレンターノの志向性論とギリシア哲学の比較も行った[22]。
- 1980年の論文「アリストテレスと善き人への学び」(Aristotle on learning to be good) では、徳倫理学の興隆を背景に、アリストテレスにおける徳の学習や無抑制について論じた[10]。
- 分析哲学の伝統に連なる人物と説明されることもある[12]。（分析哲学を古代哲学に取り入れること自体はG・E・L・オーエンらにさかのぼる[23]。）
- プラトン対話篇『テアイテトス』やセクストス・エンペイリコスなどの認識論・真理論の研究や[8][24][3]、ミヒャエル・フレーデ（英語版）と共同の『第七書簡』偽作説の研究[25]などでも知られる。
- 1985年、アメリカで崇拝されている政治哲学者レオ・シュトラウスの著書『プラトン的政治哲学研究』を、一般書評誌『ニューヨーク・レビュー・オブ・ブックス（英語版）』で取り上げ、シュトラウスのプラトン解釈は全面的に誤りだとした[8][9][26]。この書評は、シュトラウス派の人々から多くの反論を受けたが[8][9]、同業者のグレゴリー・ヴラストスからは支持された[9]。
- 『ニューヨーク・レビュー・オブ・ブックス』には他にも複数の書評を寄せており、例えば同業者のチャールズ・カーン（英語版）の書評を寄せている[8]。

## 著作

### 日本語訳された著作
- 井上忠；山本巍 編訳『ギリシア哲学の最前線』全2冊、東京大学出版会、1986年、国立国会図書館書誌ID:000001792947、第1冊 ISBN 9784130100199、第2冊 ISBN 9784130100205（バーニェト、オーエン、ヴラストス、バーンズの諸論文の訳）
  - 天野正幸 訳「ソクラテスと陪審員たち - プラトンによる知識と真なる信念の区別におけるパラドクス」
  - 神崎繁 訳「アリストテレスと善き人への学び」
- 加藤信朗；神崎繁 共訳「プラトンにおける知覚の文法」『思想』694号、岩波書店、1982年、NAID 40001545742